# Matthias Wentzel
Matthias Wentzel (* 21. Juli 1970 in Gera) ist ein ehemaliger deutscher Fußballspieler.

## Sportliche Laufbahn
In der Wendesaison spielte Matthias Wentzel erstmals im höherklassigen Männerbereich des DDR-Fußballs. Für die BSG Motor Suhl, im Zuge der gesellschaftlichen Veränderungen in der DDR dann als 1. Suhler SV firmierend, lief der Verteidiger 1989/90 in der zweitklassigen Liga auf.
Im Sommer vor der Wiedervereinigung Deutschlands kehrte er zum FC Carl Zeiss Jena zurück, dem er im Nachwuchs seit Beginn der 1980er-Jahre angehört hatte und zu dessen Juniorenoberligateam Wentzel 1987/88 zählte. In der letzten eigenständigen Saison des ostdeutschen Erstligafußballs etablierte sich der 1,77 Meter große Wentzel im Oberligateam des FCC. In 23 von 26 Spielen im Oberhaus war er an der direkten Qualifikation der Jenaer für die 2. Bundesliga im nun gesamtdeutschen Ligafußball beteiligt.
In sechs Zweitligaspielzeiten sowie zwei Jahren in der damals drittklassige Regionalliga zählte Matthias Wentzel in den 1990er-Jahren in über 160 Punktspielen und zwölf DFB-Pokalpartien zu den langjährigen Stützen der Defensive des Teams aus dem Ernst-Abbe-Sportfeld. Zum Abschluss seiner Spielerlaufbahn stand der Abwehrmann für zwei Spieljahre beim FC Sachsen Leipzig unter Vertrag. Mit diesem Verein hatten sich die Jenaer 1994/95 in der Regionalliga Nordost ein Kopf-an-Kopf-Rennen um den Aufstieg in Liga 2 geliefert, das die Thüringer am letzten Spieltag durch ein Heimsieg gegen den FC Sachsen für sich endgültig entscheiden konnten.

## Trainerlaufbahn
Von Sommer 2006 bis Herbst 2008 trainierte Matthias Wentzel den SSV Markranstädt. Später agierte er beim SSV als Sportlicher Leiter.